# Ли, Фрэнсис, 4-й баронет
Фрэнсис Ли, 4-й баронет (англ. Francis Lee, 4th Baronet; 17 января 1639 — 4 декабря 1667) — английский дворянин и политический деятель.

## Биография
Фрэнсис происходил из старинной дворянской семьи, был сыном Фрэнсиса Генри Ли, 2-го баронета из Куарендона и его супруги Анны Сейнт-Джон. 
После ранней смерти отца Фрэнсис унаследовал его титулы, став 4-м баронетом. После реставрации Стюартов королём стал Карл II и Фрэнсис был избран в парламент, в который избирался также в 1661 году, являясь активным членом ряда комитетов.
Скончался 4 декабря 1667 года в возрасте 28 лет, его наследником стал единственный сын Эдвард, ставший графом Личфилд в честь помолвки с Шарлоттой Фицрой. 